# Thufir Hawat
Thufir Hawat es un personaje fundamental en Dune, la primera novela de la saga de novelas de ciencia ficción de Frank Herbert. Mentat a servicio de la Casa Atreides por tres generaciones, llegando a servir a Paulus Atreides y a Leto Atreides. Más tarde fue mentor de Paul Atreides, es capturado y sometido por el Barón Vladimir Harkonnen tras la caída de Arrakis bajo la amenaza de dejar que un veneno actúe en su cuerpo. Muere suicidándose frente a Paul, desbaratando la conjura del Emperador Shaddam IV.